# Ruanda en los Juegos Paralímpicos de Londres 2012
Ruanda estuvo representada en los Juegos Paralímpicos de Londres 2012 por un total de catorce deportistas masculinos. El equipo paralímpico ruandés no obtuvo ninguna medalla en estos Juegos.